# Haplophrentis
Haplophrentis é um gênero de hiolitídeo minúsculo com casca que viveu no período Cambriano. Sua concha era longa e cônica, com a extremidade aberta protegida por um opérculo, do qual dois braços carnudos, chamados helens, projetavam-se nas laterais. Esses braços serviam para elevar a abertura das conchas acima do fundo do mar, agindo como palafitas.

## Morfologia
Haplophrentis adultos variam em comprimento entre 2–6 cm, com H. reesei sendo maior que H. carinatus. É claro que os jovens podem ser menores. É distinto de Hyolithes pela presença de um septo longitudinal no meio da superfície interna do topo da concha.
Sua anatomia suave compreende de 12 (H. Carinatus) a 16 (H. reesi) tentáculos presos a um lóforo em forma de ferradura. Um par de estruturas largas de função incerta se estendem ao longo do comprimento da casca cônica. Uma concha larval está ligada ao ápice da concha.

## Afinidade
A anatomia suave de Haplophrentis foi a chave para estabelecer os hiolitos como membros dos Lophophorata, o grupo que contém braquiópodes e foronídeos.

## Ecologia
O Haplophrentis era um filtro alimentador, usando seu lóforo para extrair matéria orgânica da passagem da água do mar. Espécimes de Haplophrentis foram encontrados no intestino do predador Ottoia.

## Ocorrências

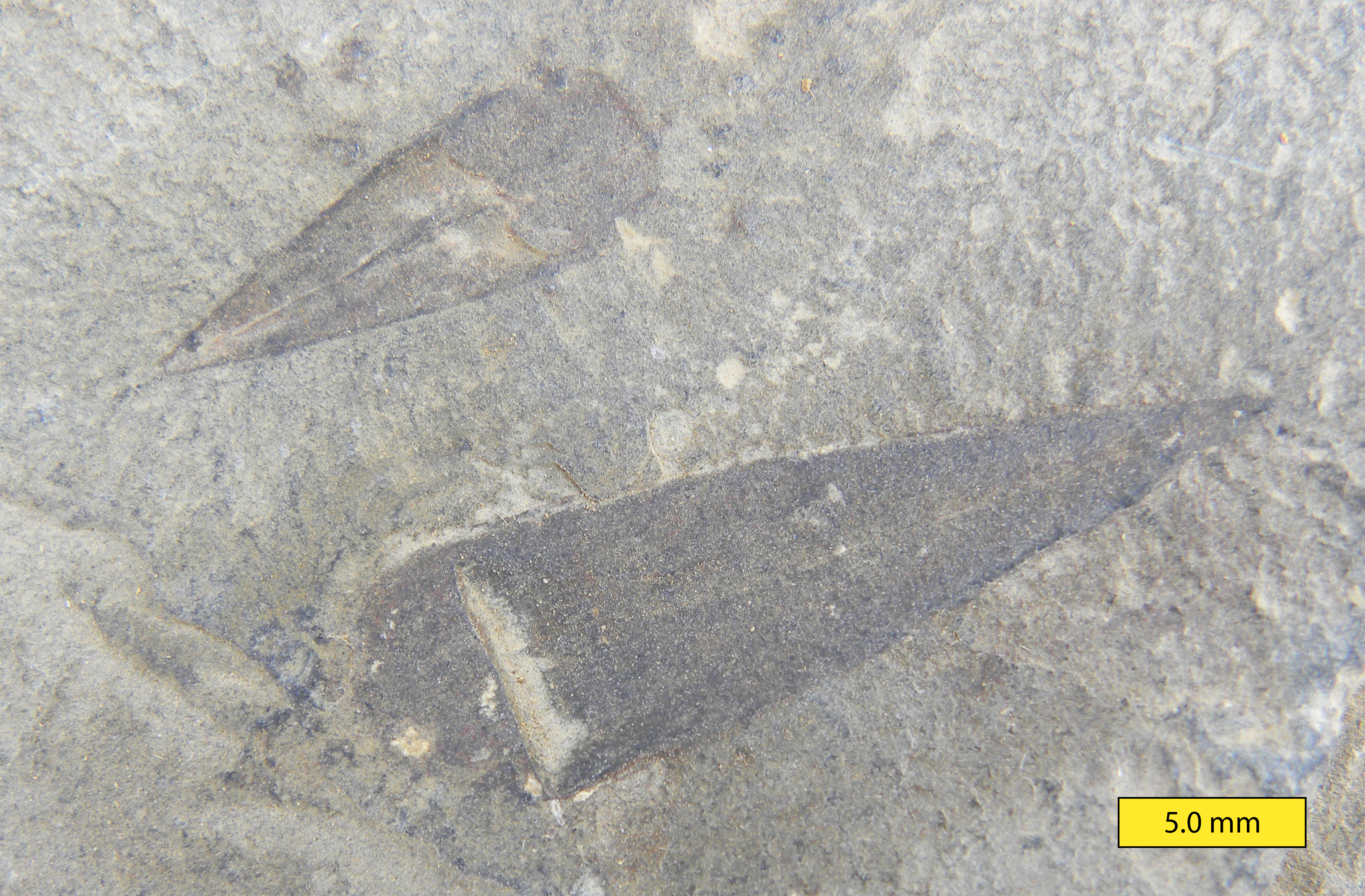
H. carinatus da Formação Stephen, Burgess Shale, Burgess Pass, British Columbia, Canadá

186 espécimes de Haplophrentis são conhecidos do leito do Grande filópode, onde representam 0,35%. Também é conhecido por vários espécimes em Spence Shale e ocorre prolificamente na localidade de Marble Canyon. Muitos espécimes em Stanley Glacier exibem bem os tecidos moles.